# Intervención estadounidense en golpes de Estado en América Latina

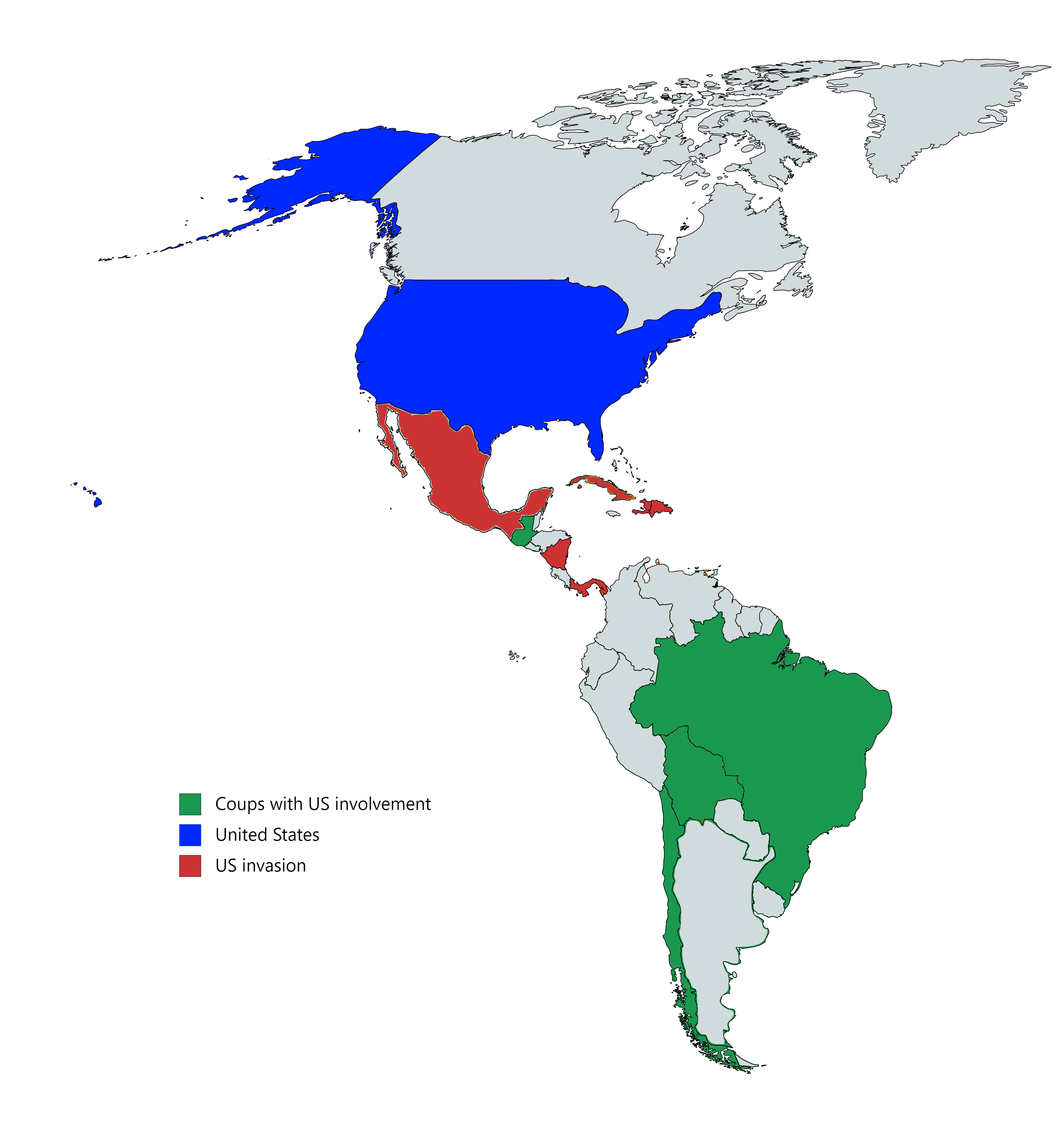
Intervenciones de gobiernos estadounidenses en cambios de gobierno de golpe de Estado en
América Latina.

En América Latina, varios golpes de estado destinados a reemplazar a los líderes de izquierda por regímenes de derecha, generalmente militares y autoritarios,  involucraron la intervención de Estados Unidos. Fueron más frecuente durante la Guerra Fría, bajo la Doctrina Truman de contención, aunque algunos casos ocurrieron durante la era de la "república bananera" de principios del siglo XX en la historia de América Latina para promover los intereses comerciales estadounidenses en la región.

## Argentina

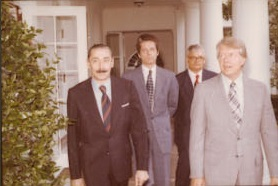
Jorge Rafael Videla y Jimmy Carter en 1977

En Argentina, las fuerzas militares derrocaron a la presidenta constitucional Isabel Perón tras la muerte Juan Domingo Perón en el golpe de Estado argentino de 1976, iniciando la dictadura cívico-militar liderada por Jorge Rafael Videla, conocida también como el Proceso de Reorganización Nacional, que resultó en alrededor de 30.000 desapariciones forzadas. Tanto el golpe de Estado como el siguiente régimen autoritario fueron respaldados y apoyados por el gobierno de Estados Unidos y el secretario de Estado estadounidense Henry Kissinger realizó varias visitas oficiales a Argentina durante la dictadura. Entre las numerosas violaciones de derechos humanos cometidas durante el período se encuentran detenciones extrajudiciales, ejecuciones masivas, torturas, violaciones, desapariciones de presos políticos y disidentes y reubicaciones ilegales de niños nacidos de mujeres embarazadas (tanto embarazadas antes de su encarcelamiento como embarazadas por la violación continua). Según el juez español Baltasar Garzón, Kissinger fue testigo de estos crímenes. La relación entre Argentina y Estados Unidos se puso tensa durante la guerra de las Malvinas en 1982, ya que Estados Unidos apoyó a Reino Unido hasta el fin del conflicto ocurrido ese mismo año.

## Bolivia
El gobierno de Estados Unidos apoyó el golpe de Estado de 1971 encabezado por el general Hugo Banzer que derrocó al gobierno militar de Juan José Torres. Torres había disgustado al país norteamericano al convocar una «Asamblea del Pueblo», en la que estaban representados diversos sectores de la sociedad (mineros, maestros sindicalizados, estudiantes, campesinos), liderando al país en lo que se percibió como una dirección de izquierda. Banzer tramó un sangriento levantamiento militar a partir del 18 de agosto de 1971, que logró tomar las riendas del poder el 22 de agosto de 1971. Después de que Banzer asumió el poder, Estados Unidos proporcionó una amplia ayuda militar y de otro tipo en su gobierno, y cuando Banzer tomó medidas enérgicas contra la libertad, torturó a miles, «desapareció» y asesinó a cientos, y cerró sindicatos y universidades. Torres, que había huido de Bolivia, fue secuestrado y asesinado en 1976 como parte de la Operación Cóndor, la campaña de represión política y terrorismo de Estado apoyada por Estados Unidos y dictadores militares sudamericanos.
La renuncia del presidente Evo Morales, como consecuencia de una insurrección civil y de opositores, más la sugerencia pública por parte de la cúpula militar, policial y sindical, ha sido también considerado como un «golpe de Estado» respaldado por Estados Unidos y la OEA, que terminó en la asunción de Jeanine Añez, y que posteriormente fue juzgada juntos con algunos colaboradores y condenados penalmente, aunque con críticas al sistema judicial boliviano, por parte del expresidente español José María Aznar, el presidente brasileño Jair Bolsonaro y el relator Especial de las Naciones Unidas sobre la Independencia de Magistrados y Abogados, Diego García Sayán, apoyado por la Unión Europea.

## Brasil
Brasil experimentó varias décadas de gobiernos autoritarios, especialmente después del golpe de Estado brasileño respaldado por Estados Unidos de 1964 contra el socialdemócrata João Goulart. Bajo el entonces presidente John F. Kennedy, Estados Unidos buscó "evitar que Brasil se convierta en otra China o Cuba", una política que se llevó adelante bajo Lyndon B. Johnson y que condujo al apoyo militar estadounidense para el golpe de abril de 1964.
Según Vincent Bevins, el derrocamiento de João Goulart fue una de las victorias más significativas para Estados Unidos durante la Guerra Fría, ya que la dictadura militar instaurada en Brasil, el quinto país más poblado del mundo, "jugó un papel crucial al impulsar al resto de Sudamérica hacia el grupo de naciones pro-Washington y anticomunistas".

## Chile

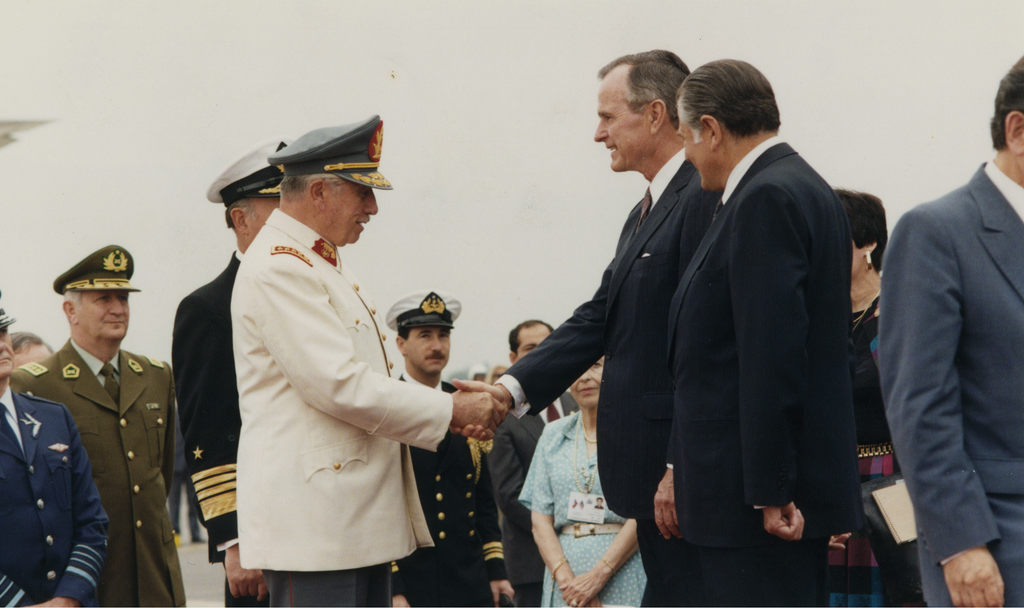
Augusto Pinochet y George H. W. Bush

Luego de la elección democrática del presidente Salvador Allende en 1970, las medidas económicas del gobierno, entre ellas el fuerte aumento en la cantidad de dinero, debido al alto déficit fiscal, y las trabas económicas que impuso Estados Unidos al país ordenado por el presidente Richard Nixon, ocasionando una severa crisis económica, impulsaron el golpe de Estado chileno de 1973, con la participación de la CIA, debido a la pertenencia de Allende al Partido Socialista. Lo que siguió fue la dictadura militar de Augusto Pinochet, respaldada por Estados Unidos hasta 1986. En 1988 se realizó un referéndum presidencial para confirmar el gobierno de Pinochet por 8 años más. La opositora Concertación de Partidos por la Democracia avaló la opción del “No”, ganando el referéndum y acabando democráticamente con la dictadura de Pinochet. Después de eso, en 1989 se celebraron elecciones libres y la Concertación volvió a ganar.

## Cuba
A finales del siglo XIX, Estados Unidos buscó expandir sus intereses económicos desarrollando una economía en el extranjero. Este sentimiento contribuyó a ampliar el apoyo a la guerra hispano-estadounidense y a la liberación cubana, a pesar de que Estados Unidos se había establecido previamente como antiindependentista y antirrevolucionario. La victoria estadounidense en la guerra puso fin al dominio español sobre Cuba, pero lo sustituyó rápidamente por la ocupación militar estadounidense de la isla entre 1898 y 1902.
Tras el fin de la ocupación militar en 1902, Estados Unidos continuó ejerciendo una influencia significativa sobre Cuba con políticas como la Enmienda Platt. En los años siguientes, las fuerzas estadounidenses invadieron e intervinieron regularmente en Cuba; el ejército estadounidense volvió a ocupar Cuba entre 1906 y 1909, y la infantería de marina estadounidense fue enviada a Cuba entre 1917 y 1922 para proteger las plantaciones azucareras de propiedad estadounidense. Estados Unidos también apoyó al dictador cubano Fulgencio Batista, ya que sus políticas beneficiaban los intereses comerciales estadounidenses.
Tras la Revolución cubana y el ascenso de Fidel Castro al poder, las relaciones de Estados Unidos con Cuba se tornaron cada vez más hostiles. Las fuerzas estadounidenses entrenaron, abastecieron y apoyaron a los exiliados cubanos que intentaron derrocar a Castro en la invasión de Bahía de Cochinos de 1961, pero la invasión fue derrotada y Castro retuvo el control. En las décadas posteriores, agentes de inteligencia estadounidenses realizaron numerosos intentos de asesinar a Castro, pero estos también fracasaron.

## El Salvador

Entrenamiento de un soldado de El Salvador por un sargento estadounidense de las fuerzas especiales durante la guerra civil. Su arma es un M16A1 fusil de asalto.

Después de varios levantamientos campesinos y obreros en el país contra los gobiernos antidemocráticos, muchas veces bajo el control de los intereses de poderosas empresas estadounidenses como la United Fruit Company. Con la aparición de figuras como Farabundo Martí que lideraron estas revueltas sociales y fueron violentamente aplastadas, los esfuerzos por tomar el poder democráticamente a menudo se vieron frustrados por la intervención de Estados Unidos. La guerra civil se extendió con gobiernos respaldados por Estados Unidos en El Salvador enfrentando guerrillas.

## Guatemala
Los campesinos y trabajadores (en su mayoría de ascendencia indígena) se rebelan durante la primera mitad del siglo XX debido a las duras condiciones de vida y al abuso de los terratenientes y de la United Fruit Company, apoyada por el gobierno. Esta revuelta fue brutalmente reprimida, pero condujo a la elección democrática de Jacobo Árbenz. Árbenz fue derrocado durante el golpe de Estado guatemalteco de 1954 respaldado por Estados Unidos que condujo a gobiernos autoritarios patrocinados por Estados Unidos y casi 40 años de guerra civil en el país centroamericano. El presidente de Estados Unidos, Ronald Reagan, quien buscaba prevenir la propagación del comunismo en países centroamericanos cercanos a Estados Unidos, se reunió oficialmente con el dictador guatemalteco Efraín Ríos Montt, acusado de crímenes de lesa humanidad, dando un fuerte apoyo a su régimen.

## Haití
Las relaciones con los Estados Unidos mejoraron después de la ascensión de Jean-Claude Duvalier a la presidencia, y luego se deterioraron bajo la administración Carter, solo para mejorar nuevamente bajo Ronald Reagan debido a la fuerte postura anticomunista de los Duvalier. La rebelión contra el régimen de Duvalier estalló en 1985. En enero de 1986, la administración de Ronald Reagan comenzó a presionar a Duvalier para que renunciara a su gobierno y abandonara Haití así que "Baby Doc" huyó a Francia en 1986 en un vuelo de la Fuerza Aérea de Estados Unidos.
Ocho meses después de lo que se consideró la primera elección honesta celebrada en Haití, el recién elegido presidente Jean-Bertrand Aristide fue depuesto por el ejército haitiano. Algunos alegan que la CIA "pagó a miembros clave de las fuerzas del régimen golpista, identificados como narcotraficantes, por información desde mediados de la década de 1980 al menos hasta el golpe". Los líderes golpistas Cédras y François habían recibido entrenamiento militar en Estados Unidos. Sin embargo, tras la llegada al poder de Bill Clinton en 1992, la administración estadounidense apoyó el regreso de Jean-Bertrand Aristide al poder y fue activa con el regreso de la democracia a Haití. En 1994, Estados Unidos realizó una intervención militar destinada a derrocar al régimen militar que derrocó al presidente electo Jean-Bertrand Aristide.

## México
Henry Lane Wilson, embajador de Estados Unidos en México bajo la dirección de William Howard Taft, apoyó activamente el golpe de Estado conocido como la Decena Trágica que derrocó al presidente electo democráticamente, Francisco I. Madero. Poco después de asumir el cargo, el presidente estadounidense Woodrow Wilson destituyó al embajador y se negó a reconocer al gobierno mexicano de Victoriano Huerta, quien había tomado el poder en el golpe. Esto condujo a la ocupación estadounidense de Veracruz de 1914 y a la continua inestabilidad en México.

## Nicaragua

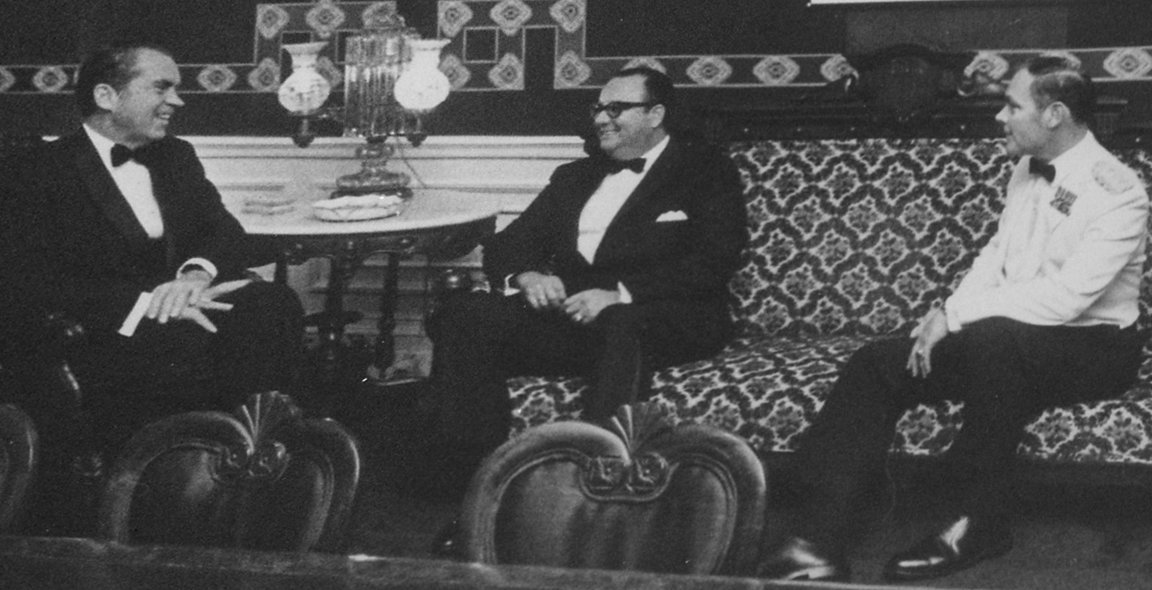
Richard Nixon y Anastasio Somoza Debayle

En 1912, durante las guerras bananeras, Estados Unidos ocupó Nicaragua para proteger sus intereses comerciales y los derechos que Nicaragua le había otorgado a Estados Unidos para construir un canal allí. Simultáneamente, los gobiernos de Estados Unidos y México competían por la influencia política en Centroamérica. Como resultado, el gobierno estadounidense intervino de forma más directa en los asuntos nicaragüenses en dos incidentes separados, pero relacionados, en 1911 y 1912, con el objetivo de asegurar un gobierno favorable a los intereses políticos y comerciales de Estados Unidos y preservar la estabilidad política en Centroamérica. Aunque los funcionarios de la administración del presidente William H. Taft se consideraban intervinientes para asegurar un buen gobierno, muchos nicaragüenses se alarmaron cada vez más ante lo que parecía ser una toma de control extranjera de sus sistemas político, bancario y ferroviario. La intervención, con la participación del Cuerpo de Marines de Estados Unidos, fue provocada por una rebelión que se oponía a Estados Unidos. Después de sofocar la rebelión, Estados Unidos continuó ocupando Nicaragua hasta 1933, cuando el presidente Herbert Hoover puso fin oficialmente a la ocupación.
Después de la Revolución Sandinista que derrocó al dictador Anastasio Somoza Debayle, Nicaragua luchó contra las guerrillas de la Contra apoyadas por Estados Unidos.

## Panamá
En 1903, Estados Unidos ayudó a la secesión de Panamá de la República de Colombia. La secesión fue diseñada por una facción panameña respaldada por la Compañía del Canal de Panamá, una corporación franco-estadounidense cuyo objetivo era la construcción de una vía fluvial a través del istmo de Panamá, conectando así los océanos Atlántico y Pacífico. En 1903, Estados Unidos firmó el Tratado Herrán-Hay con Colombia, otorgando a Estados Unidos el uso del Istmo de Panamá a cambio de una compensación financiera en medio de la guerra de los Mil Días. El Canal de Panamá ya estaba en construcción y la Zona del Canal de Panamá fue tallada y colocada bajo la soberanía de Estados Unidos. Estados Unidos no devolvió la zona a Panamá hasta el 2000.
La inesperada muerte del dictador panameño Omar Torrijos en un accidente aéreo ha sido atribuida a agentes estadounidenses en colaboración con Manuel Noriega. Según el libro de John Perkins Confessions of an Economic Hit Man, el motivo detrás de esto fueron las negociaciones de Torrijos con empresarios japoneses para expandir el Canal de Panamá excluyendo a las empresas estadounidenses. Torrijos también era un partidario del FSLN. Torrijos fue sucedido por el dictador Manuel Noriega, más proestadounidense, quien se puso del lado de los intereses estadounidenses durante el gobierno de Torrijos.
Sin embargo, las crecientes tensiones entre Noriega y el gobierno de Estados Unidos también llevaron a la invasión de Panamá por parte de Estados Unidos, que terminó con el derrocamiento de Noriega.

## Paraguay
El Partido Colorado de Paraguay gobernó el país durante 65 años consecutivos, incluida la brutal dictadura de Alfredo Stroessner, apoyada por Estados Unidos que duró 35 años, de 1954 a 1989. Pero luego Estados Unidos apoyó un golpe de la "facción tradicionalista" de Colorado contra Stroessner. Este sistema autoritario del partido dominante se rompió temporalmente en las elecciones generales paraguayas de 2008, cuando prácticamente toda la oposición se unió en la Alianza Patriótica para el Cambio y logró elegir al ex obispo Fernando Lugo del Partido Demócrata Cristiano como presidente de Paraguay, quien sin embargo sería sometido a juicio político antes de finalizar su período.

## República Dominicana

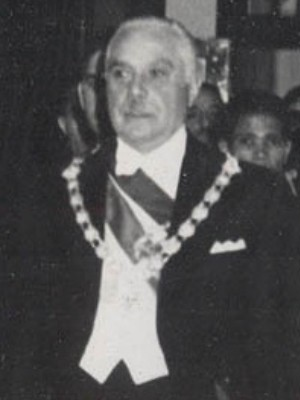
Trujillo en 1952

En mayo de 1961, el dictador de la República Dominicana, Rafael Trujillo fue asesinado con armas suministradas por la Agencia Central de Inteligencia de los Estados Unidos (CIA). Un memorando interno de la CIA establece que una investigación de 1973 de la Oficina del Inspector General sobre el asesinato reveló "una participación bastante extensa de la Agencia con los conspiradores". La CIA describió su papel en "cambiar" el gobierno de la República Dominicana como un 'éxito' ya que ayudó a mover a la República Dominicana de una dictadura totalitaria a una democracia de estilo occidental". Juan Bosch, un receptor anterior de fondos de la CIA, fue elegido presidente de la República Dominicana en 1962, y depuesto en 1963.

## Uruguay
Después de 150 años de gobiernos de partidos políticos, comenzó una dictadura cívico-militar en Uruguay (1973-1985) respaldada por Estados Unidos y después del golpe de Estado de 1973 liderado por militares que suprimió la Constitución de Uruguay de 1967, empoderando al presidente Juan María Bordaberry como dictador. Dirigentes sindicales y opositores políticos fueron detenidos, asesinados o exiliados y las violaciones de derechos humanos fueron abundantes. La democracia se restableció en las elecciones generales uruguayas de 1984.